# Стефан Кортенски
Стефан Кортенски (1902 – 1985) е български актьор, режисьор, театрален директор, драматург и театровед с 53-годишна сценична дейност в най-големите театри на България.
Театралното обучение на Кортенски започва през 1919 г., когато е щатен драматичен ученик в Народния театър в София. Завършва Театралната школа при Сава Огнянов и Гено Киров през 1923 г.
Работи последователно в Народния театър (1921 – 1923) и Кооперативния театър (1923 – 1924) в София, Русенския общински театър (1924 – 1929), Софийския драматичен театър (1930 – 1931), Театър „Одеон“, Театър „Комедия“, Пловдивския областен театър (1935 – 1938, 1944 – 1945, 1955 – 1964).
Кортенски е основател и първи директор на Врачанския областен театър с първия спектакъл в града – „Пристанала“, по мотиви от творчеството на Христо Ботев, на 9 октомври 1938 г. Следват Бургаският областен театър (1939 – 1941, 1945 – 1946) и Варненският народен театър (1946 – 1947). В периода 1944 – 1945 г. е директор на Областния театър в Плевен.
След като е играещ актьор в Русе по-рано (през 1930-те години), то в периода 1947 – 1949 г. е директор на трупата, Симфоничния оркестър и библиотеката. В периода 1953 – 1955 Кортенски ръководи театъра в Перник.
В цялата си артистична кариера Стефан Кортенски подготвя и изпълнява над 200 роли и поставя няколко десетки пиеси.
Стефан Кортенски е автор е на монография за изкуството на сценичния грим. Баща е на българската театроведка Мирослава Кортенска.

## Филмография
- Малката (1958)

## Творческа биография
- „Да създадеш театър“, ISBN 978-954-527-416-9 – историографски сборник под редакцията на Мирослава Кортенска за стъпките, перипетиите и трудностите да се направи театърът необходим на публиката, определян като малка енциклопедия за българския театър в първата половина на XX век[5].